# Sebastijan Kou
Sebastijan Njubold Kou (Sebastian Newbold Coe, Baron Coe, Čizvik, London, 29. septembra 1956), koji se često naziva Seb Kou ili Lord Kou, bivši je britanski atletičar, srednjeprugaš, političar Konzervativne stranke i trenutni predsednik Međunarodnog atletskog saveza. Kao srednjeprugaški trkač, Kou je osvojio četiri olimpijske medalje, uključujući zlatnu medalju za 1500 metara na Olimpijskim igrama 1980. i 1984. godine. On je postavio osam otvorenih i tri zatvorena svetska rekorda u takmičenjima na srednje udaljenosti, uključujući, postavljanje tri svetska rekorda 1979. u toku 41 dana – i svetski rekord koji je on postavio na 800 metara 1981. godine ostao je nepremašen do 1997. Kouvo rivalstvo sa njegovim britanskim kolegama Stivom Ovetom i Stivom Kramom dominiralo je trke na srenjim prugama tokom većeg dela 1980-tih.
Nakon što se Kou penzionisao iz atletike, on je bio član parlamenta za Konzervativnu partiju od 1992 do 1997 za Falmut u Kornvolu, i postao je doživotni per 16. maja 2000.
Bio je na čelu je Organizacijskog odbora Igara XXX Olimpijade, koje su se održale u Londonu 2012. godine. Godine 2007, on je izabran za zamenika predsednika Međunarodne asocijacije atletskih federacija (IAAF), i ponovo je izabran za sledeći termin od četiri godine 2011. U avgustu 2015, on je izabran za predsednika IAAF.
Godine 2012, Kou je imenovan za prokancelara Lafboro univerziteta gde je nekad studirao, on je isto tako član univerzitetskog upravnog odbora. On je jedan od 24 sportista koji su uvedeni kao inauguracioni članovi IAAF hola slavnih. U novembru 2012, on je imenovan za predsednika Britanske olimpijske asocijacije. Kou je dobio nagradu za životno delo BBC sportska ličnost godine u decemberu 2012. godine.

## Sportska karijera
Sebastian Kou je osvajač dve zlatne i dve srebrne olimpijske medalje na Igrama u Moskvi i Los Anđelesu. Uz to postavio je jedanaest puta svetske rekorde na srednjim prugama (osam puta na otvorenom i tri puta u dvorani). Njegova rivalstva s, ništa manje sjajnim britanskim srednjeprugašima, Stivom Ovetom i Stivom Kramom, krajem 70-ih i početkom 80-ih godina prošlog veka ušla su u antologiju i pridonela popularizaciji atletike.
Trener mu je bio otac, Piter Kou, koji je smislio specifičan način treninga za mladog Seba, koji je istovremeno i studirao ekonomiju i društvenu istoriju na univerzitetu Lafboro.
Prva značajnija trka u kojoj je Sebastian Kou pobedio, bila je ona na 800 m na Evropskom prvensvu u dvorani, 1977. godine u San Sebastijanu, Španija. A prvo sučeljavanje sa kasnijim velikim rivalom Ovetom, 11 meseci mlađi Kou, imao je još dok su bili srednjoškolci, 1972. godine na lokalnom kros naticanju, gde ni jedan od njih nije pobedio, ali je to bio nagoveštaj kasnijeg slavnog rivalstva, kad su se međusobno pobeđivali, a uglavnom „mleli” ostalu konkurenciju, podgrejavajući, što zbog medija, što stvarno, međusobni animozitet, koji je ipak rezultirao izuzetno povećanim interesom za atletiku.
Godina 1979. je bila prva vrhunska godina u karijeri Sebastina Koa. Dana 5. jula na atletskom mitingu u Oslu on je postavio prvi svetski rekord na 800 m - 1. 42,33 min, obarajući svetski rekord slavnog Kubanca Alberta Huantorene sa Olimpijskih igara u Montrealu, 1976, a kasnije, u istom gradu postavlja i svetski rekord na 1 milju - 3.48,95 min. Kasnije, 15. avgusta iste godine, na najjačem atletskom naticanju pored Olimpijskih igara i Svetskog prvenstva, na Atletskom mitingu u Cirihu, postavlja i svetski rekord na 1500 m - 3.32,03 min (ali tada IAAF još uvek rekorde ratifikuje na ručno vreme - 3.32,1).
Neposredno pred Igre u Moskvi, tačnije rečeno: dva dana pre svečanog otvaranja (bojkotom okrnjenih) Igara, Kouov najveći (a tada i jedini) rival Ovet u Oslu izjednačava njegov svetski rekord na 1500 m (3.32,1) i, pošto je do finalne trke na 1500 m ostalo nešto manje od dve nedelje, dolazi u Moskvu kao veliki favorit u toj disciplini, mada bez velikih nada za trku na 800 m, jer je tu njegov najbolji rezultat „samo” 1.44,09 min; gde je apsolutni vladar i svetski rekorder - Seb Kou. U finalu trke na 800 m, gde je Kou važio za apsolutnog favorita, pobeđuje Ovet. Kou je bio drugi. U finalu trke na 1500 m, u kojoj je Ovet važio za velikog favorita, pobeđuje Kou. Ovet je tek treći. Između njih se, kao srebrni, plasirao Istočni Nemac Jurgen Štraub.
Kasnije, te 1980. godine Kou sa 2:13.40 min obara svetski rekord na 1000 m koji je držao Amerikanac Rik Volhater. Na istoj distanci postaviće iduće, 1981. godine još bolji rezultat - 2.12,18 min, koji će kao svetski rekord ostati idućih 18 godina. Te 1981. Kou je u zenitu snage: dva puta obara svetski rekord na 1 milji: 3.48,53 u Cirihu, pa 3.47,33 u Briselu. Takođe, 10. juna postavlja novi, i obara svoj, svetski rekord na 800 m, sa 1.41,73 min. Taj rekord će ostati neoboren 16 godina, nakon čega ga je 1997. godine premašio naturalizovani Danac Wilson Kipketer.
Do današnjeg dana Sebastian Kou je (s tih 1.41,73) ostao treći čovek na 800 m u istoriji atletike, iza aktualnog svetskog rekordera iz 2012. godine Kenijca Davida Rudiše, s Olimpijskih igara u Londonu, 2012. (1.40,91), te rečenog Danca Vilsona Kipketera (1.41,11). Međutim, sa svojom „najvećom ljubavi”, 800 m, Kou nikako nije na velikim naticanjima uspevao da osvoji zlato.
Na Igrama u Los Anđelesu 1984. godine „ponavlja” se Moskva. Bio je naime opet favorit u svojoj najjačoj disciplini, međutim osvaja „samo” srebro iza mladog Brazilca Žoakima Kruza. Ipak Kou pobeđuje u trci na 1500 m ispred novog rivala, sunarodnjaka Stiva Krama, godinu ranije svetskog prvaka u toj disciplini, dok njegov nekad najveći rival Ovet, još uvek svetski rekorder, iscrpljen bronhitisom kolapsira i ne završava finalnu utrku. Sebastijan Kou jedini je atletičar koji je dva puta pobedio na 1500 m na Olimpijskim igrama.
Napokon 1986. godine osvaja svoj jedini naslov na 800 m: u Štutgartu postaje Evropski prvak. Iste godine postaje četvrti čovek koji, na 1500 m, probija granicu od 3,30 min: postavlja svoj lični rekord sa 3.29,77 min (svetski je rekorder tada novi vladar srednjih pruga Marokanac Said Aouita).
Sa kontroverznim objašnjenjima britanskih atletskih izbornika, 1988. godine je izostavljen iz atletske reprezentacije svoje zemlje čime je izgubio priliku da barem pokuša da obrani svoj naslov dvostrukog olimpijskog pobednika na 1500 m. Nezadovoljan ovim, za njega je intervenirao sam predsednik MOO-a Huan Antonio Samaran, mada to nije bilo uspešno.
Sebastijan Kou je proglašen najboljim sportistom sveta 1979. i 1981. godine. On prestaje sa aktivnim bavljenjem atletikom 1990. godine.

## Politička karijera i budućnost
Kou je, kao član britanskih konzervarivaca, bio član parlamenta od 1992. do 1997.
Kad se London kandidovao za Olimpijske igre 2012. godine postaje službeni lobist Britanskog olimpijskog odbora. Bolju osobu Britanci teško da su mogli naći. Uz obrazovanje i ogromne sportske uspehe Koa su krasile, i krase vrline dolične klasičnog engleskog gospodina. Čak i za vreme svoje najveće sportske dominacije bio je skroman i uvek uljudan. Uz njega se nikada nije vezala nikakva afera, kamoli skandal. Bio je uzor mladim sportistima. Kao svojevrsni ambasador Olimpijskog odbora svoje zemlje zasigurno ima znatne zasluge u tome što je London dobio organizaciju Igara XXX Olimpijade.
Nositelj je mnogih titula, između ostalih i Vitez britanske imperije. Saradnik je Britanskog univerziteta u Egiptu. Otac je četvoro dece.

## Zanimljivost
Na Evropskom prvenstvu u atletici, u Rimu, 1974. godine, mladi, kasnije slavni, britanski atletičari Sebastian Kou i Stiv Ovet našli su se u finalu trke na 800 m. Kou je i završio samo kao finalista, Ovet je izborio srebro, a zlatnu je medalju osvojio za SFRJ Lučano Sušanj. Drugoplasiranog je Oveta ovaj Riječanin ostavio tačno 1,70 sec. U trci na 800 m to je oko 13 metara.

## Karijera
- 1978. - EP, 1 bronzana medalja (800 m)
- 1980. - OI, 1 zlatna medalja (1500 m), 1 srebrna medalja (800 m)
- 1982. - EP, 1 srebrna medalja (800 m)
- 1984. - OI, 1 zlatna medalja (1500 m), 1 srebrna medalja (800 m)
- 1986. - EP, 1 zlatna medalja (800 m), 1 srebrna medalja (1500 m)

## Lični rekordi
| Rastojanje  | Vreme        | Datum             | Mesto                                        |
| ----------- | ------------ | ----------------- | -------------------------------------------- |
| 400 m       | 46.87        | 14. jul 1979      | AAA šampionat, London (Kristalna palata), UK |
| 400 m relay | 45.5         | 5. avgust 1979    | Evropski kup, Turin, ITA                     |
| 600 m       | 1:15.0       | 10. jun 1981      | Firenca, ITA                                 |
| 800 m       | 1:41.73 (WR) | 10. jun 1981      | Firenca, ITA                                 |
| 1000 m      | 2:12.18 (WR) | 11. jul 1981      | Oslo, NOR                                    |
| 1500 m      | 3:29.77      | 7. september 1986 | Rjeti, ITA                                   |
| Milja       | 3:47.33 (WR) | 28. august 1981   | Brisel, BEL                                  |
| 2000 m      | 4:58.84      | 5. jun 1982       | Bordo, FRA                                   |
| 3000 m      | 7:54.32      | 23. april 1986    | Kosford, UK                                  |
| 5000 m      | 14:06.2      | 11. maj 1980      | Kadvort, UK                                  |

(WR) označava lični rekord koji je takođe bio svetski rekord kada je postavljen.

## Spoljašnje veze
- England Athletics Hall of Fame citation
- Sebastian Coe na sajtu